# آمارا کوند
آمارا کوند (انگلیسی: Amara Condé؛ زادهٔ ۶ ژانویهٔ ۱۹۹۷) بازیکن فوتبال است.

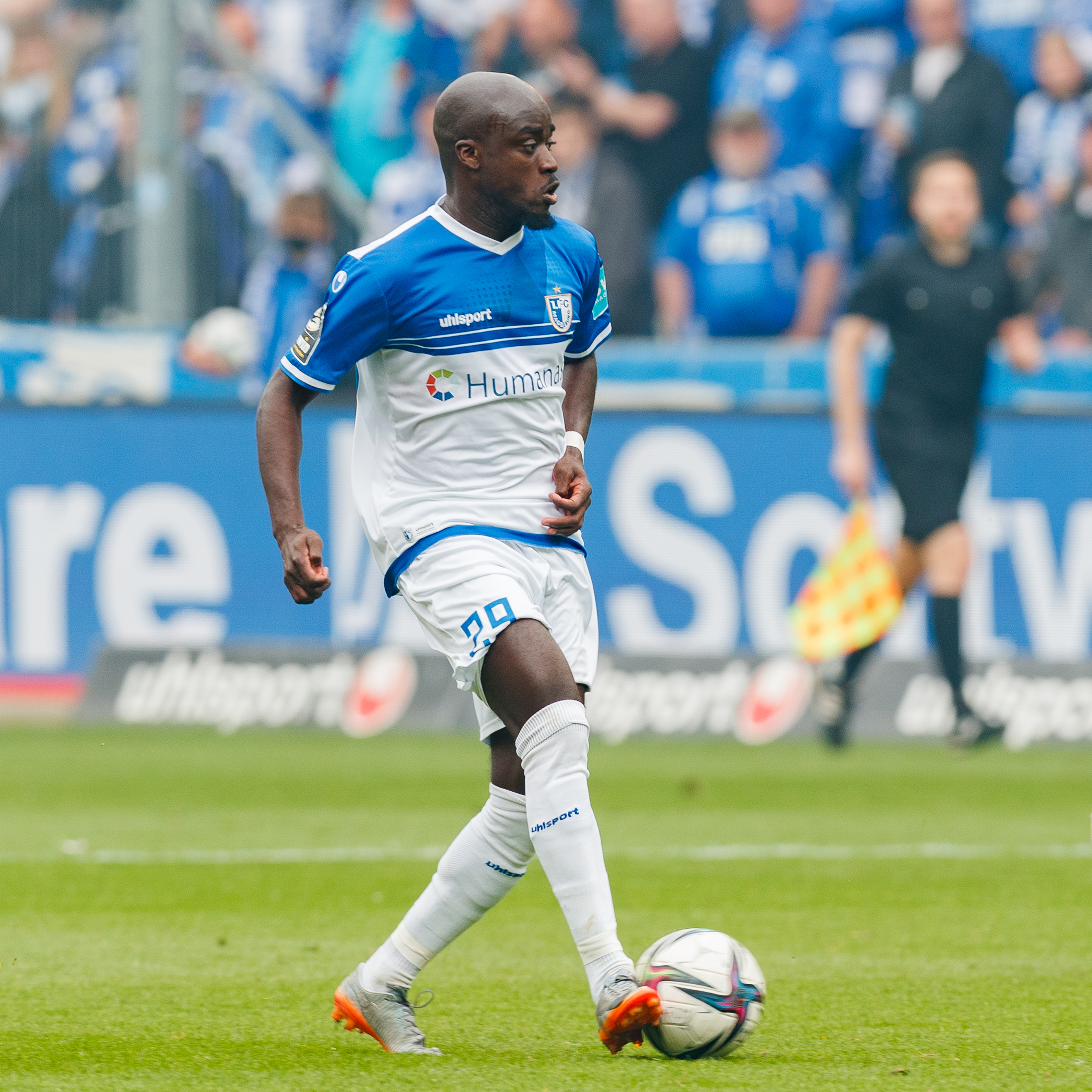
آمارا کوند در حین بازی

از باشگاه‌هایی که در آن بازی کرده‌است می‌توان به باشگاه فوتبال وولفسبورگ اشاره کرد.
وی همچنین در تیم‌های ملی فوتبال جوانان آلمان، Germany national under-16 football team، جوانان آلمان، جوانان آلمان، و زیر ۲۰ سال آلمان بازی کرده‌است.